# Désert de Paran
Pour les articles homonymes, voir Paran (homonymie).

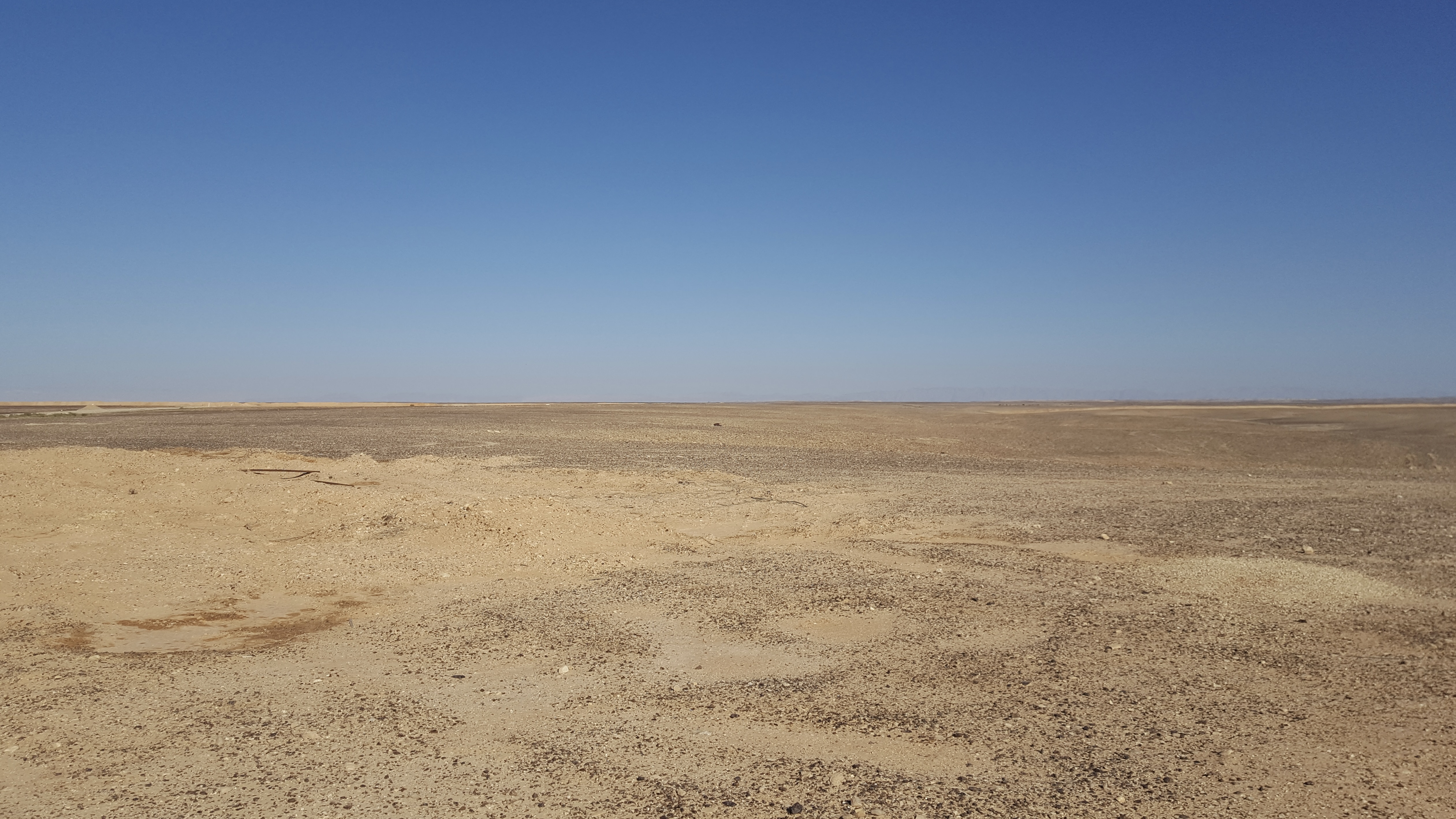
Le désert de Paran.

Le désert de Paran (Hébreu מדבר פראן Midbar Parean. Paran, souvent écrit Pharan, signifie « abondant » en feuillage ou en grottes), est selon toute vraisemblance le cadre ayant accueilli selon la Bible les pérégrinations des Israélites durant leur traversée du désert de 40 ans. Le roi David y passe également quelque temps après la mort de Samuel, et c'est également là que Agar, la seconde épouse d'Abraham, et leur fils Ismaël sont envoyés. Enfin, il figure dans les lignes d'introduction du Livre du Deutéronome.
Selon Joseph H. Hertz, son nom actuel serait Badiet et-Tih (« le désert des errances »), situé dans le Nord-Est de la péninsule du Sinaï. La région est caractérisée par des précipitations très faibles — moins de 250 mm par an. Elle contient un plateau identifié au Har Karkom. Un total de 218 sites, et d'environ 1300 rochers contenant des pétroglyphes—remontant entre 1300 et 1500 ans—a été trouvé dans ce désert et les vallées environnantes.
Cette région abrite de nos jours des Bédouins itinérants, ainsi qu'une ville du nom de Nekhel, ancienne capitale du Sinaï, bâtie en 1516 pour protéger les pèlerins traversant la région.

## L'étendue exacte et la situation du désert de Paran
Dans la Bible, le roi David a passé quelque temps dans le désert de Paran après que Samuel mourut : 
« Samuel mourut. Tout Israël s'étant assemblé le pleura, et on l'enterra dans sa demeure à Rama. Ce fut alors que David se leva et descendit au désert de Paran. » (1 Samuel 25:1 LSG). Les sources de hadith soutiennent que les descendants  arabes d'Ismaël de la région de la Mecque appelaient la région Farân, le p n'existant pas en arabe,, ce qui permet de penser que le désert de Paran s'étend jusqu'au Hijaz du point de vue des érudits musulmans. Selon les détracteurs de cette affirmation, le verset susmentionné mettrait en défaut la cohérence de ces affirmations. En effet, David n’aurait pas pu faire 2 000 km pour aller à la Mecque. Mais cela dépend de l'étendue du désert en question et de la partie exacte du désert où David se serait rendu. Néanmoins, parcourir 2 000 kilomètres reste envisageable, comparé aux routes de la soie bien plus longues. Mais ce serait un violent anachronisme : d'une part il n y a pas eu de routes en Arabie à l'époque , d'autre part, la route de la soie n'avait pas la modernité de celles du IIe siècle av. J.-C. à l'époque de David.
L'histoire d'Agar et d'Ismaël, dans la Bible fait référence au désert de Paran et nous montre que Paran est situé dans la péninsule du Sinaï, en ces termes: 
Genèse 21.20 
« Dieu fut avec l'enfant (Ismaël), qui grandit, habita dans le désert, et devint tireur d'arc. » Les archers égyptiens sont souvent représentés sur les bas-reliefs des temples, comme celui de Ramsès III à Médinet Habou. 
Genèse 21.21 
«  Il habita dans le désert de Paran , et sa mère lui prit une femme du pays d'Égypte.  »
Ismaël, l'ancêtre (prétendu, selon l'islam) des arabes grandit donc dans le désert de Paran, qui est un des trois déserts mentionnés dans la torah. 
La tradition arabe de l'époque rapporte qu'Ismaël et sa mère s'installèrent dans la vallée de La Mecque. 
Cependant ce n'est pas compatible avec la torah qui situe les tribus d'Ismaël bien plus au Nord, dans une zone située entre le Sinaï et la Mésopotamie: 
Genèse 25.18 
« Ses fils habitèrent depuis Havila jusqu'à Schur, qui est en face de l'Egypte, en allant vers l'Assyrie. Il s'établit en présence de tous ses frères. »
La torah cite également les noms des fils d'Ismaël :
Genèse 25.13 
« Et voici les noms des fils d'Ismaël, par leurs noms, selon leurs générations : Le premier-né d'Ismaël, Nebaïoth ; et Kédar , et Adbeël , et Mibsam , et Mishma et Duma , et Massa, Hadar , et Téma , Jetur , Naphish et Kedma .  »
Genèse 25.16 
« Ce sont là les fils d'Ismaël, et ce sont là leurs noms, selon leurs villages et leurs campements : douze princes de leurs tribus.  »
Selon la tradition musulmane, les douze fils d'Ismaël sont les pères des arabes, ils donnèrent leurs noms aux villages où ils résidaient. 
La région exacte et l'étendue précise du désert de Paran ou Farân en arabe relève donc d'une part d'interprétation, comme pour de nombreuses autres citations de lieux et de personnages Bibliques. Ainsi, même l'existence d'Abraham et de Moïse sont sujettes à discussion selon les principes modernes d'historicité.